# Alberto de Lacerda
Carlos Alberto Portugal Correia de Lacerda (Ilha de Moçambique, 20 de setembro de 1928 — Londres, 26 de agosto de 2007) foi um poeta, professor ocasional de literatura, crítico de arte e coleccionador português.

## Biografia
Nascido na Ilha de Moçambique, Alberto de Lacerda veio para Lisboa em 1946. Em 1951 fixou-se em Londres trabalhando como locutor e jornalista da BBC, efectuado um notável trabalho de divulgação de poetas como Camões, Pessoa e Sena. Nos anos seguintes viajou pela Europa e esteve no Brasil em 1959 e 1960. A partir de 1967 começa a leccionar na Universidade do Texas em Austin, do Texas, EUA, onde se manteve durante cinco anos, fazendo uma breve passagem pela Universidade de Columbia, de Nova Iorque, até se fixar, em 1972, como professor de poética, na Universidade de Boston, Massachusetts.
Estreou-se em Portugal com uma série de poemas publicados na revista Portucale. Foi um dos fundadores da revista de poesia Távola Redonda, juntamente com Ruy Cinatti, António Manuel Couto Viana e David Mourão-Ferreira. Os seus poemas foram traduzidos para o inglês, castelhano, alemão e holandês, entre várias outras línguas. É descrito como possuindo uma linguagem pouco adjectivada mas rica em imagística, reveladora de um mundo misterioso oculto na vulgaridade das coisas. Alberto de Lacerda é também autor de colagens, tendo chegado a expor, nos anos 80, na Sociedade Nacional de Belas Artes, de Lisboa.
Faleceu em Londres a 26 de Agosto de 2007. Apesar do número relativamente pequeno de obras publicadas, Lacerda deixou um vasto espólio e de grande importância, composto, nomeadamente, por correspondência com grandes figuras da cultura, estrangeiras e portuguesas, tais como Maria Helena Vieira da Silva e o marido Árpád Szenes ou ainda Paula Rego.

## Obras publicadas

### Poesia
- 1955 - 77 Poemas
- 1961 - Palácio
- 1963 - Exílio
- 1969 - Selected Poems
- 1981 - Tauromagia
- 1984 - Oferenda I (77 Poemas, Palácio, Exílio, Tauomagia, Lisboa e Cor: Azul)
- 1987 - Elegias de Londres
- 1988 - Meio-dia (Prémio Pen Club)
- 1991 - Sonetos
- 1994 - Oferenda II (Opus 7, Ariel e a Luz e Mecânica Celeste)
- 1997 - Átrio
- 2001 - Horizonte
- 2010 - O Pajem Formidável dos Indícios (póstumo)
- 2018 - ‘’Labareda - Poemas Escolhidos’’ (selecção e prefácio de Luís Amorim de Sousa)